# Los Ranchos, Guerrero
Los Ranchos är en ort i Mexiko.   Den ligger i kommunen General Heliodoro Castillo och delstaten Guerrero, i den södra delen av landet, 200 km sydväst om huvudstaden Mexico City. Los Ranchos ligger 1 428 meter över havet och antalet invånare är 148.
Terrängen runt Los Ranchos är varierad. Runt Los Ranchos är det ganska glesbefolkat, med 21 invånare per kvadratkilometer. Närmaste större samhälle är Tlacotepec, 4,6 km öster om Los Ranchos. I omgivningarna runt Los Ranchos växer huvudsakligen savannskog.